# Anadevidia peponis
Anadevidia peponis är en fjärilsart som beskrevs av Fabricius 1775. Anadevidia peponis ingår i släktet Anadevidia och familjen nattflyn. Inga underarter finns listade i Catalogue of Life.